# Maximiliaan Maria Kolbekerk
De Maximiliaan Maria Kolbekerk was een rooms-katholiek kerkgebouw, dat zich bevond aan de Vossenerlaan 80 te Blerick.

## Geschiedenis
De kerk werd gebouwd voor de bewoners van de wijk Vossener, welke in de jaren '70 van de 20e eeuw werd gebouwd. Er was reeds een noodkerk, en in 1978 werd een parochie voor genoemde wijk opgericht. Deze werd gewijd aan de (toen nog zalig en in 1982 heilig verklaarde) Maximiliaan Kolbe.
Een ontwerp voor een kerk van J. Buschman werd uitgevoerd en in 1981 ingezegend. Reeds in 1986 werd de parochie samengevoegd met enkele naburige parochies. In 1991 dreigde de Kolbe-parochie failliet te gaan door de hoge schulden. Acties voorkwamen toen de sluiting van de kerk, maar de ontkerkelijking hield aan. In 2012 werd de kerk onttrokken aan de eredienst en in 2013 gesloopt.

## Gebouw
Het betreft een zaalkerk in modernistische stijl. Het dak wordt gedragen door houten spanten. De muren zijn uitgevoerd in baksteen en in het sobere interieur ziet men schoon metselwerk. Naast het toegangsportaal bevindt zich een betonnen, kichtgroen geschilderd, klokkentorentje met twee klokken.